# Bureau de la traduction
Le Bureau de la traduction est un organisme de services spéciaux du  Ministère des Travaux publics et des Services gouvernementaux, créé en 1934 par une loi du Parlement du Canada. Il a pour mission d’appuyer le gouvernement du Canada dans ses efforts visant à servir les Canadiennes et les Canadiens et communiquer avec eux dans la langue officielle de leur choix.
Pour s’acquitter de sa mission, le Bureau de la traduction fournit des produits et des services de traduction, d'interprétation et de terminologie au Parlement, aux tribunaux et aux ministères et organismes fédéraux, dans les deux langues officielles ainsi que dans plus de cent langues étrangères et autochtones, au besoin. Il dispense ces services, sur demande, à d'autres administrations publiques du Canada et à des organismes internationaux.
En tant que centre d’expertise fédéral en solutions langagières (services de traduction, d’interprétation, de révision et d’autres services linguistiques), le Bureau de la traduction est l’autorité de normalisation terminologique au sein du gouvernement du Canada et le fournisseur exclusif de services de traduction, de révision et d'interprétation au Parlement.
Le Bureau de la traduction gère le Portail linguistique du Canada et son produit vedette, TERMIUM Plus, la banque de données terminologiques et linguistiques du gouvernement du Canada.

## Historique
- 1934 : création du Bureau des traductions ; une nouvelle loi place tous les traducteurs fédéraux sous l'autorité d'un seul ministre, le secrétaire d'État, et les assujettit aux dispositions de la Loi du Service civil.
- 1953 : création du premier service de terminologie au Canada ; le Bureau contribue ainsi à l'uniformisation du vocabulaire en rayant la prolifération désordonnée de termes différents pour désigner une même réalité.
- 1976 : lancement de TERMIUM, la banque de données terminologique et linguistique du gouvernement du Canada.
- 2007 : sous-titrage en français; le Bureau de la traduction instaure le sous-titrage en français à l'aide d'un logiciel de reconnaissance vocale permettant aux personnes sourdes ou malentendantes francophones de suivre en direct les débats de la période des questions à la Chambre des communes.
- 2009 : lancement du Portail linguistique du Canada (hyperlien : www.noslangues-ourlanguages.gc.ca).
- 2012 : lancement de noslangues.gc.ca sur le pouce!, la première application linguistique mobile du gouvernement du Canada.

## Stratégie d'approvisionnement en services linguistiques
Depuis 2013-2014, tous les documents contractuels destinés aux fournisseurs professionnels de services en traduction contiennent une clause de pondération dans laquelle le Bureau de la traduction oblige ses fournisseurs externes à utiliser sa mémoire de traduction. Étant donné la taille imposante de la mémoire de traduction du Bureau de la traduction, cela permettrait à cet organisme gouvernemental de réaliser des économies de l'ordre de 50 %. Cette politique contractuelle est contestée par un certain nombre de fournisseurs de services qui allèguent dans une action collective que la clause de pondération serait une clause abusive et contraire à l'ordre public.